# Indische Badmintonmeisterschaft 1945/46
Die Indische Badmintonmeisterschaft der Saison 1945/46 fand in Bombay statt. Es war die elfte Austragung der nationalen Titelkämpfe im Badminton in Indien. 	

## Titelträger
| Disziplin    | Sieger                          |
| ------------ | ------------------------------- |
| Herreneinzel | Prakash Nath                    |
| Dameneinzel  | Mumtaj Chinoy                   |
| Herrendoppel | George Lewis Devinder Mohan     |
| Damendoppel  | Frenee Talyarkhan Mumtaj Chinoy |
| Mixed        | Prakash Nath Sunder Deodhar     |